# Мазер (Италия)
Мазѐр (на италиански и на венециански: Maser) е малко градче и община в Северна Италия, провинция Тревизо, регион Венето. Разположено е на 147 m надморска височина. Населението на общината е 4980 души (към 2010 г.).